# Xanthisthisa brunnea
Xanthisthisa brunnea là một loài bướm đêm trong họ Geometridae.